# Eburia sericea
Eburia sericea är en skalbaggsart som beskrevs av Sallé 1855. Eburia sericea ingår i släktet Eburia och familjen långhorningar.
Artens utbredningsområde är:
- Kuba.
- Haiti.

Inga underarter finns listade i Catalogue of Life.